# Grubenorgan und Labialgruben
Das Grubenorgan und die Labialgruben sind Sinnesorgane, die verschiedenen Schlangen zur Erfassung von Infrarotstrahlung dienen. Im Laufe der Evolution haben sich einige Taxa der Schlangen besonders gut auf das Aufspüren von warmblütigen Säugetieren spezialisiert. Dieser Sinn ermöglicht es den Schlangen, auch bei völliger Dunkelheit auf die Jagd zu gehen.

## Das Grubenorgan

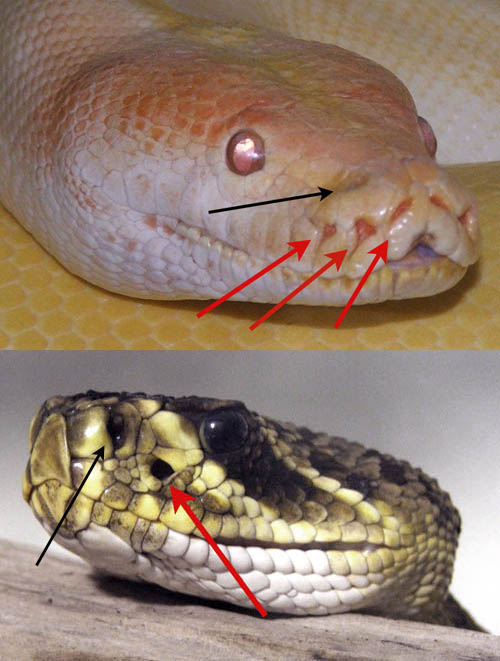
Python (oben) und Klapperschlange (unten). Rote Pfeile: Öffnungen des Grubenorgans und der Labialgruben Schwarze Pfeile: Nasenloch

Das Grubenorgan der Schlangen liegt links und rechts am vorderen Oberkiefer zwischen Nasenlöchern und Augen in einer Vertiefung, in der sich eine dünne Membran befindet. Sie fungiert als Antenne für infrarote Strahlung (Infrarotrezeptor) und ist gut durchblutet. Hinter dieser Membran liegt eine luftgefüllte Kammer.
Die Membran ist mit zahlreichen sensorischen Nervenfasern des Nervus trigeminus verbunden, durch die Signale vom Grubenorgan (durch Wärmestrahlung) zum Mittelhirndach (Tectum mesencephali) weitergeleitet und dort verarbeitet werden.
Die Infrarotrezeptoren auf der Membran sind Teil der TRP-Rezeptorfamilie. Diese Rezeptoren sind Ionenkanäle und im Nervensystem der Wirbeltiere als Thermorezeptor weit verbreitet. Die TRP-Rezeptoren von Schlangen mit Grubenorgan reagieren von allen Ionenkanälen in Wirbeltieren am empfindlichsten auf Temperaturschwankungen.
Mit dem Grubenorgan können Temperaturänderungen ab 0,003 K an der Membran erkannt werden.
Für eine Unterfamilie der Vipern, die Grubenottern, ist das Grubenorgan namensgebend. Die grubenförmige Anordnung der Rezeptoren ermöglicht es den Grubenottern, ein sehr exaktes räumliches Infrarotbild zu sehen. Zudem haben die Grubenottern die Fähigkeit, dieses Infrarotbild mit dem visuellen Bild zu verknüpfen. Das verhilft diesen Ottern auch bei Nacht zu einem sehr genauen, räumlichen Bild. Das Grubenorgan befindet sich auf jeder Seite des Kopfes zwischen Auge und Maul.

## Die Labialgruben

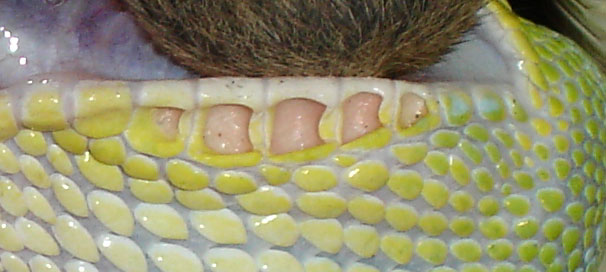
Labialgruben an der Unterlippe eines Grünen Baumpythons (Morelia viridis)

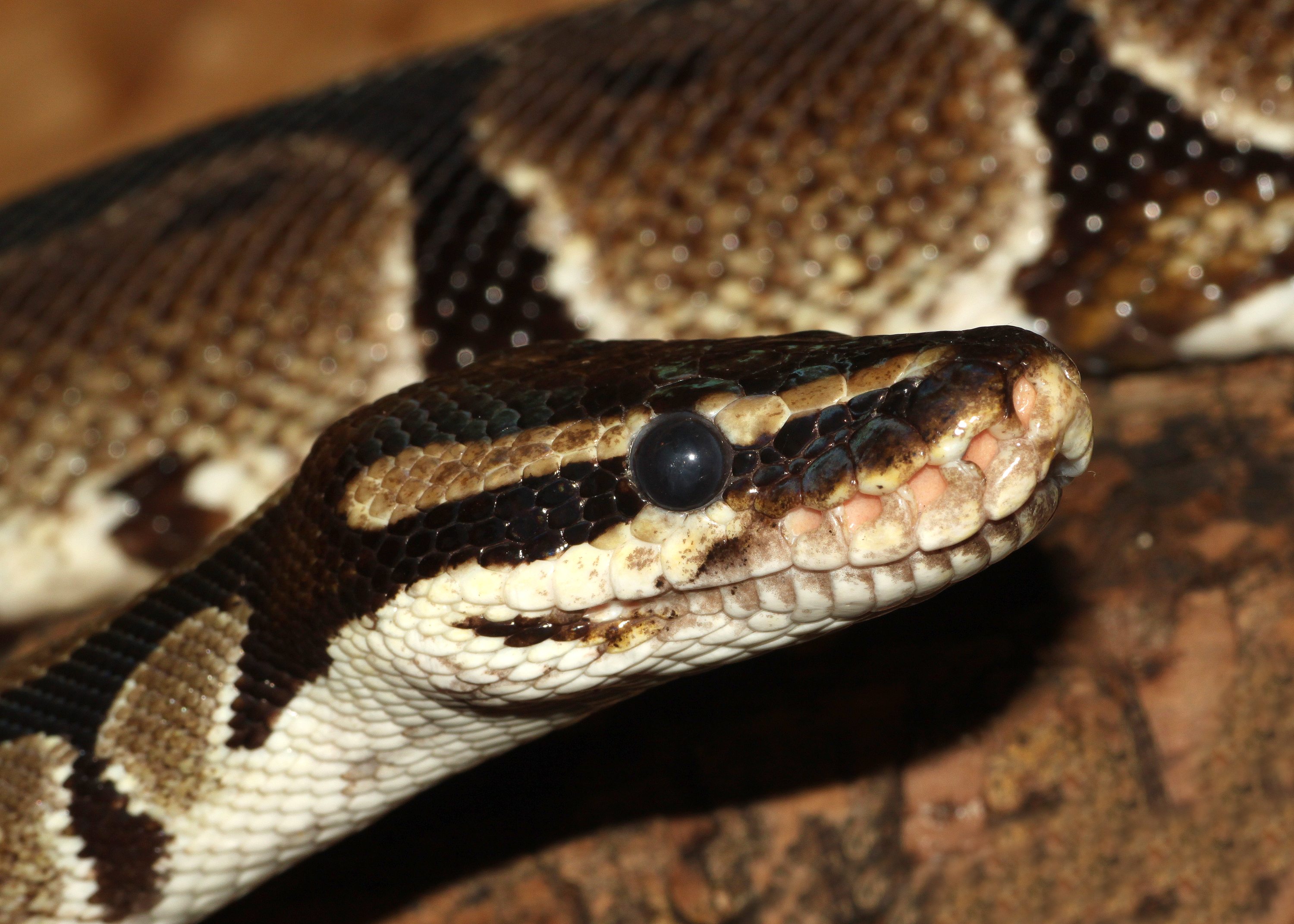
Kopf eines Königspythons (Python regius) mit deutlich sichtbaren, die Oberlippe ab unterhalb der Augen säumenden Labialgruben, die Labialgruben im hinteren Teil der Unterlippe sind hier bei geschlossenem Maul meist verdeckt.

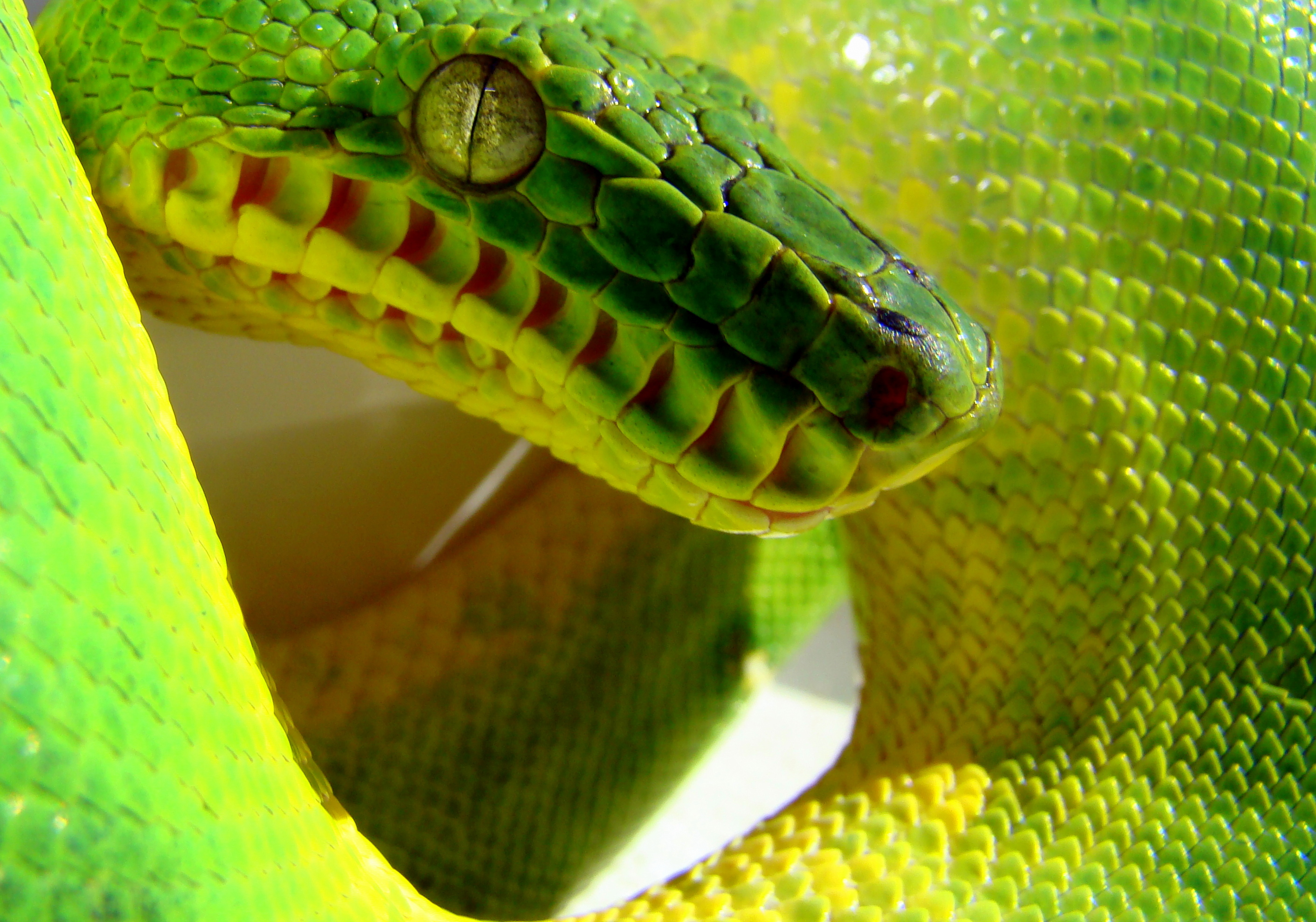
Kopf einer Grünen Hundskopfboa (Corallus caninus) mit ebenfalls deutlich sichtbaren Labialgruben entlang der Ober- und Unterlippen

Die Labialgruben haben einen stark durchbluteten Boden (Fundus), auf dem sich die Infrarotrezeptoren befinden. Mit diesen Gruben können die Schlangen Temperaturdifferenzen hinunter bis zu 0,026 K registrieren.
In der Gruppe der Riesenschlangen haben die Arten der Familie der Pythons (außer die Angehörigen der Gattung Aspidites) und auch einige Gattungen aus der Familie der Boas, wie zum Beispiel die Gattung Corallus, diese Gruben. Die Gruben sind in jeweils einer mehr oder weniger langen Reihe entlang der Ober- und Unterlippe angeordnet. Dabei ist jede Grube in jeweils eine Schuppe der Ober- bzw. Unterlippe (Labialschuppen) eingesenkt. Die Labialgruben sind evolutionär unabhängig (konvergent) zu den Grubenorganen der Grubenottern entstanden und nicht ganz so effektiv wie diese.